# Bevški jarek
Bevški jarek (tudi Bevški graben) je potok, ki zbira vode Ljubljanskega barja. Teče zahodno od vasi Bevke in se kot levi pritok izliva v Ljubljanico.
20. avgusta 2023 so geografi Oddelka za geografijo Univerze v Ljubljani in Geografskega inštituta Antona Melika pri rutinskem terenskem delu med Bevkami in Notranjimi Goricami po poljih opazili temno, rdečerjavo vodo neprijetnega vonja, ki se je po Bevškem grabnu stekala tudi v Ljubljanico; o onesnaženi vodi so poročali tudi iz središča Ljubljane. Vsebnost kisika v vodi je bila 12,4-odstotna, vrednost fosfatov in kloridov pa povišana. Sprva so domnevali, da je onesnaženost posledica nezakonito odloženega komunalnega blata iz čistilnih naprav, analize ARSA pa so pokazale, da so se ob izredni namočenosti začele izpirati snovi, vnesene z večletnim izdatnim gnojenjem.